# Segnali di divieto e obbligo nella segnaletica verticale europea

## Segnali di divieto
|                                                                                             | Austria        | Belgio         | Danimarca      | Estonia        | Finlandia      | Francia        | Germania       | Grecia         | Irlanda        | Islanda        | Italia         | Norvegia       | Paesi Bassi    | Polonia        | Regno Unito    | Repubblica Ceca | Russia e Bielorussia | Slovacchia     | Spagna         | Svezia         | Svizzera       | Ucraina        | Ungheria       |
| ------------------------------------------------------------------------------------------- | -------------- | -------------- | -------------- | -------------- | -------------- | -------------- | -------------- | -------------- | -------------- | -------------- | -------------- | -------------- | -------------- | -------------- | -------------- | --------------- | -------------------- | -------------- | -------------- | -------------- | -------------- | -------------- | -------------- |
| Divieto di transito nei due sensi                                                           |                |                |                |                |                |                |                |                | Non utilizzato |                |                |                |                |                |                |                 |                      |                |                |                |                |                |                |
| Divieto di accesso                                                                          |                |                |                |                |                |                |                |                | o              |                |                |                |                |                |                |                 |                      |                |                |                |                |                |                |
| Divieto di tutti i veicoli a motore                                                         |                |                |                |                |                |                |                |                |                |                | Non utilizzato |                |                |                |                |                 |                      |                |                |                |                |                |                |
| Divieto di tutti i veicoli a motore ad eccezione di motocicli                               |                |                | Non utilizzato |                | Non utilizzato | Non utilizzato |                |                | Non utilizzato |                |                | Non utilizzato |                |                |                |                 | Non utilizzato       |                |                |                |                | Non utilizzato |                |
| Divieto di circolazione per i motocicli                                                     |                |                |                |                |                |                |                |                | Non utilizzato |                |                |                |                |                |                |                 |                      |                |                |                |                |                |                |
| Divieto ai velocipedi                                                                       |                |                |                |                |                |                |                |                |                |                |                |                |                |                |                |                 |                      |                |                |                |                |                |                |
| Divieto ai pedoni                                                                           |                |                |                |                |                |                |                |                |                |                |                |                |                |                |                |                 |                      |                |                |                |                |                |                |
| Divieto di transito ai veicoli che trasportano merci                                        |                |                |                |                |                |                |                |                |                |                |                |                |                |                |                |                 |                      |                |                |                |                |                |                |
| Divieto di transito alle macchine agricole                                                  |                |                |                |                |                |                |                |                | Non utilizzato |                |                |                |                |                |                |                 |                      |                |                |                |                |                |                |
| Divieto di segnalazioni acustiche                                                           |                |                |                |                |                |                |                |                | Non utilizzato | Non utilizzato |                |                |                |                |                |                 |                      |                |                |                |                |                | Non utilizzato |
|                                                                                             | Austria        | Belgio         | Danimarca      | Estonia        | Finlandia      | Francia        | Germania       | Grecia         | Irlanda        | Islanda        | Italia         | Norvegia       | Paesi Bassi    | Polonia        | Regno Unito    | Repubblica Ceca | Russia & Bielorussia | Slovacchia     | Spagna         | Svezia         | Svizzera       | Ucraina        | Ungheria       |
| Divieto di sorpasso                                                                         |                |                |                |                |                |                |                |                |                |                |                |                |                |                |                |                 |                      |                |                |                |                |                |                |
| Divieto di sorpasso ai veicoli che trasportano merci                                        |                |                |                |                |                |                |                |                |                |                |                |                |                |                | Non utilizzato |                 |                      |                |                |                |                |                |                |
| Limite massimo di velocità                                                                  |                |                |                |                |                |                |                |                |                |                |                |                |                |                |                |                 |                      |                |                |                |                |                |                |
| Zona a velocità limitata                                                                    |                |                |                |                |                |                |                |                |                |                |                |                |                |                |                |                 |                      |                |                |                | o              |                |                |
| Altezza massima                                                                             |                |                |                |                |                |                |                |                |                |                |                |                |                |                |                |                 |                      |                |                |                |                |                |                |
| Larghezza massima                                                                           |                |                |                |                |                |                |                |                |                |                |                |                |                |                |                |                 |                      |                |                |                |                |                |                |
| Lunghezza massima                                                                           | o              |                |                |                |                |                |                |                |                |                |                |                |                |                | o              |                 |                      |                |                |                |                |                |                |
| Peso massima                                                                                |                |                |                |                |                |                |                |                |                |                |                | o              |                |                |                |                 |                      |                |                |                |                |                |                |
| Peso massima per asse                                                                       |                |                |                |                |                |                |                |                |                |                |                |                |                |                | Non utilizzato |                 |                      |                |                |                |                |                |                |
| Peso massima per tandem asse                                                                | Non utilizzato | Non utilizzato |                |                |                | Non utilizzato | Non utilizzato | Non utilizzato | Non utilizzato | Non utilizzato | Non utilizzato |                | Non utilizzato | Non utilizzato | Non utilizzato | Non utilizzato  | Non utilizzato       | Non utilizzato | Non utilizzato |                | Non utilizzato | Non utilizzato | Non utilizzato |
|                                                                                             | Austria        | Belgio         | Danimarca      | Estonia        | Finlandia      | Francia        | Germania       | Grecia         | Irlanda        | Islanda        | Italia         | Norvegia       | Paesi Bassi    | Polonia        | Regno Unito    | Repubblica Ceca | Russia & Bielorussia | Slovacchia     | Spagna         | Svezia         | Svizzera       | Ucraina        | Ungheria       |
| Divieto di transito ai veicoli che trasportano merci pericolose                             |                | o              |                |                |                |                |                |                | Non utilizzato |                |                |                |                |                |                |                 |                      |                |                |                |                |                |                |
| Divieto di transito ai veicoli che trasportano sostanze suscettibili di contaminare l'acqua | Non utilizzato |                | Non utilizzato | Non utilizzato | Non utilizzato |                |                |                | Non utilizzato |                |                | Non utilizzato | Non utilizzato |                | Non utilizzato |                 | Non utilizzato       |                |                | Non utilizzato |                |                |                |
| Divieto di transito ai veicoli che trasportano esplosivo o prodotti facilmente infiammabili | Non utilizzato |                | Non utilizzato | Non utilizzato | Non utilizzato |                | Non utilizzato |                |                | Non utilizzato |                | Non utilizzato | Non utilizzato |                |                | Non utilizzato  |                      | Non utilizzato |                |                | Non utilizzato |                |                |
| Distanziamento minimo obbligatorio                                                          |                |                |                |                |                |                |                |                | Non utilizzato |                |                |                | Non utilizzato |                |                |                 |                      |                |                |                |                |                | o              |
| Divieto di svolta a destra                                                                  |                |                |                |                |                |                | Non utilizzato |                |                |                | Non utilizzato |                | Non utilizzato |                |                |                 |                      |                |                |                |                |                |                |
| Divieto di svolta a sinistra                                                                |                |                |                |                |                |                | Non utilizzato |                |                |                | Non utilizzato |                | Non utilizzato |                |                |                 |                      |                |                |                |                |                |                |
| Divieto di inversione                                                                       |                |                |                |                |                |                |                |                |                |                | Non utilizzato |                |                |                |                |                 |                      |                |                |                |                |                |                |
| Divieto di sosta                                                                            |                |                |                |                |                |                |                |                |                |                |                |                |                |                |                |                 |                      |                |                |                |                |                |                |
| Divieto di fermata                                                                          |                |                |                |                |                |                |                |                |                |                |                |                |                |                |                |                 |                      |                |                |                |                |                |                |
| Fine del divieto                                                                            |                |                |                |                |                |                |                |                |                |                |                |                |                |                |                |                 |                      |                |                |                |                |                |                |
|                                                                                             | Austria        | Belgio         | Danimarca      | Estonia        | Finlandia      | Francia        | Germania       | Grecia         | Irlanda        | Islanda        | Italia         | Norvegia       | Paesi Bassi    | Polonia        | Regno Unito    | Repubblica Ceca | Russia & Bielorussia | Slovacchia     | Spagna         | Svezia         | Svizzera       | Ucraina        | Ungheria       |

## Segnali di obbligo
|                                              | Austria | Belgio | Danimarca | Estonia | Finlandia | Francia | Germania | Grecia | Irlanda        | Islanda        | Italia | Norvegia       | Paesi Bassi    | Polonia        | Regno Unito    | Repubblica Ceca | Russia & Bielorussia | Slovacchia | Spagna | Svezia | Svizzera | Ucraina        | Ungheria       |
| -------------------------------------------- | ------- | ------ | --------- | ------- | --------- | ------- | -------- | ------ | -------------- | -------------- | ------ | -------------- | -------------- | -------------- | -------------- | --------------- | -------------------- | ---------- | ------ | ------ | -------- | -------------- | -------------- |
| Direzione obbligatoria dritto                |         |        |           |         |           |         |          |        |                |                |        |                |                |                |                |                 |                      |            |        |        |          |                |                |
| Direzione obbligatoria a destra              |         |        |           |         |           |         |          |        |                |                |        |                | Non utilizzato |                |                |                 | Non utilizzato       |            |        |        |          | Non utilizzato |                |
| Preavviso di direzione obbligatoria a destra |         |        |           |         |           |         |          |        |                |                |        |                |                |                |                |                 |                      |            |        |        |          |                |                |
| Passaggio obbligatorio a destra (o sinistra) |         |        |           |         |           | o       |          |        |                |                |        |                |                |                |                |                 |                      |            |        |        |          |                | o              |
| Passaggi consentiti                          |         |        |           |         |           |         |          |        |                |                |        |                |                |                |                |                 |                      |            |        |        |          |                |                |
| Rotatoria                                    |         |        |           |         |           |         |          |        |                |                |        |                |                |                |                |                 |                      |            |        |        |          |                |                |
| Limite minimo di velocità                    |         |        |           |         |           |         |          |        | Non utilizzato | Non utilizzato |        |                |                |                |                |                 |                      |            |        |        |          |                |                |
| Pista ciclabile                              |         |        |           |         |           |         |          |        |                |                |        |                |                |                |                |                 |                      |            |        |        |          |                |                |
| Percorso pedonale                            |         |        |           |         |           |         |          |        |                |                |        |                |                |                |                |                 |                      |            |        |        |          |                |                |
| Percorso riservato ai quadrupedi             |         |        |           |         |           |         |          |        | Non utilizzato |                |        | Non utilizzato |                | Non utilizzato | Non utilizzato |                 | Non utilizzato       |            |        |        |          |                | Non utilizzato |
|                                              | Austria | Belgio | Danimarca | Estonia | Finlandia | Francia | Germania | Grecia | Irlanda        | Islanda        | Italia | Norvegia       | Paesi Bassi    | Polonia        | Regno Unito    | Repubblica Ceca | Russia & Bielorussia | Slovacchia | Spagna | Svezia | Svizzera | Ucraina        | Ungheria       |